# Гурьев, Алексей Михайлович
Алексей Михайлович Гурьев (род. 1960) — советский и российский учёный, доктор технических наук, профессор, академик Российской академии естествознания, член-корреспондент Академии наук высшей школы.
Автор более 500 опубликованных научных и учебно-методических работ, в том числе 14 монографий (две из которых изданы в США и одна в Германии), 12 учебных пособий для студентов и аспирантов, также является автором 23 изобретений.

## Биография
Родился 9 июня 1960 года в селе Михайловка Шипуновского района Алтайского края.

### Образование
В 1982 году окончил Алтайский политехнический институт (ныне Алтайский государственный технический университет, АлтГТУ) по специальности «Автомобили и автомобильное хозяйство». Трудовую деятельность начал в Алтайском научно-исследовательском институте технологии машиностроения (АНИТИМ), но в 1983 году вернулся в родной вуз в качестве инженера научно-исследовательского сектора и преподавателя кафедры «Обработка металлов давлением». В 1992 году, после обучения в аспирантуре при Белорусском политехническом институте (ныне Белорусский национальный технический университет), защитил кандидатскую диссертацию на тему «Разработка технологии изготовления и термической обработки литого штампового инструмента». В 1997 году поступил в докторантуру при кафедре общей физики АлтГТУ и в 2001 году защитил в Институте физики прочности и материаловедения Сибирского отделения РАН докторскую диссертацию на тему «Экономнолегированные стали для литых штампов горячего деформирования и их термоциклическая и химико-термоциклическая обработка».

### Деятельность
А. М Гурьев работал в АлтГТУ, преподавал на кафедрах «Металловедение и термическая обработка металлов», «Начертательная геометрия и графика», «Машины и технология литейного производства». С 2001 года по настоящее время является заведующим кафедрой «Начертательная геометрия и графика», профессор Алтайского государственного технического университета (2004). Под его руководством в рамках школы  физического материаловедения в АлтГТУ создано научное направление по управлению тепловым воздействием прочностью и пластичностью металлических сплавов и диффузионных покрытий, а также подготовлено и защищено более пятнадцати кандидатских и пять докторских диссертаций. Член Экспертного совета ВАК при Минобрнауки России по металлургии и металловедению с декабря 2013 года по апрель 2018 года, а с апреля 2022 года по настоящее время является членом объединенного Экспертного совета ВАК при Министерстве науки и высшего образования Российской Федерации по машиностроению, металлургии и металловедению.
С 2002 года Алексей Михайлович занимается подготовкой к изданию и редактированием научных сборников по проблемам машиностроения и материаловедения, является заместителем главного редактора международного научного журнала «Фундаментальные проблемы современного материаловедения», с 2019 года главный редактор журнала "Ползуновский вестник" . С 1999 года он организует и принимает участие в проведении международной научно-практической конференции «Проблемы и перспективы развития литейного, сварочного и кузнечно-штамповочного производства» и международной школы-семинара «Эволюция дефектных структур в конденсированных средах».
Почетный работник высшего профессионального образования РФ. Лауреат премии Алтайского края в области науки и техники 2014 и 2018 года. Награждён медалью Алтайского края «За заслуги перед обществом», нагрудными знаками «Заслуженный деятель науки и образования РАЕ», "Заслуженный работник науки и высшего образования Алтайского края", а также медалями РАЕ: имени Альфреда Нобеля, имени В. Лейбница,  золотой и серебряной медалями имени В. И. Вернадского и др.